# Top of the World
A Top of the World Brandy amerikai énekesnő második kislemeze második, Never Say Never című stúdióalbumáról. A dalban Mase rappel.

## Fogadtatása
A Top of the World hat hétig vezette a brit R&B-slágerlistát, a fő brit slágerlistán pedig a 2. lett. Az Egyesült Királyságban ezüstlemez minősítést kapott. Ez lett Brandy második nagy sikere Európában; az európai kislemezlistán a top 10-be került. A Top of The World más kontinenseken is sikert aratott; az új-zélandi RIANZ kislemezlistán a 11., a kanadai kislemezslágerlistán a 21. lett, az USA-ban azonban sikere mérsékeltnek mondható, a Hot 100 Airplay lista 44., az R&B-lista 19. és a Rhythmic lista 10. helyére került.

## Videóklip és remixek
A dal videóklipjét Paul Hunter rendezte. Brandy a klipben különféle természetfeletti dolgokat csinál, például lebeg a levegőben, átszaltózik járművek fölött, felhőkarcolókon egyensúlyozik. A klip szimbolikája Brandy, mint pophíresség életére utal.
A dal egyik remixe, melyben Fat Joe és Big Pun rappel, megjelent Brandy U Don’t Know Me (Like U Used To) – The Remix EP című 1999-es remix-EP-jén és Big Pun 2001-es, Endangered Species című válogatásalbumán.

## Számlista
A Top of the World Part I és Part II kislemezek hivatalos számlistája
CD maxi kislemez (Egyesült Királyság)
1. Top of the World (Edit) – 4:11 (feat. Mase)
2. Top of the World (No Rap Edit) – 3:22
3. Top of the World (Instrumental) – 4:41

CD maxi kislemez (Európa)
1. Top of the World (Boogiesoul Remix) (Radio Edit) – 4:16
2. Top of the World (Original Version) (Radio Edit) – 4:10
3. Top of the World (Part Two) (Radio Version) – 4:08

CD kislemez (USA)
1. Top of the World Part II (Club Mix) – 5:15 (feat. Fat Joe & Big Pun)
2. Top of the World Part II (Instrumental) – 5:15 (feat. Fat Joe & Big Pun)
3. Top of the World Part II (Radio Version) – 4:07 (feat. Fat Joe & Big Pun)
4. Top of the World Part II (A Cappella) – 5:05 (feat. Fat Joe & Big Pun)

CD maxi kislemez (remixek; USA)
1. Top of the World (Part II Club Mix) – 5:15 (feat. Fat Joe & Big Pun)
2. Top of the World (Album Version) – 4:40 (feat. Mase)
3. Top of the World (Part II Club Mix Instrumental) – 5:16
4. Top of the World (Album A Cappella) – 4:27 (feat. Mase)
5. Top of the World (Boogiesoul Club Remix) – 6:45 (feat. Mase)
6. Top of the World (Boogiesoul Club Instrumental) – 6:25 (feat. Mase)
7. Top of the World (Part II A Cappella) – 5:05 (feat. Fat Joe & Big Pun)

## Helyezések
| Slágerlista (1998)                      | Legmagasabb helyezés |
| --------------------------------------- | -------------------- |
| USA Billboard Hot 100 Airplay Chart     | 44                   |
| USA Billboard R&B/Hip-Hop Tracks        | 19                   |
| USA Billboard R&B/Hip-Hop Airplay chart | 4                    |
| USA Billboard Rhythmic Top 40           | 10                   |
| Ausztrál ARIA kislemezlista             | 39                   |
| Brit kislemezlista                      | 2                    |
| Európai kislemezlista                   | 10                   |
| Francia kislemezlista                   | 39                   |
| Holland Top 40 kislemezlista            | 33                   |
| Ír kislemezlista                        | 18                   |
| Kanadai kislemezlista                   | 21                   |
| Német kislemezlista                     | 42                   |
| Svájci kislemezlista                    | 42                   |
| Svéd kislemezlista                      | 52                   |
| Új-zélandi kislemezlista                | 11                   |